# Trzciana (gmina)

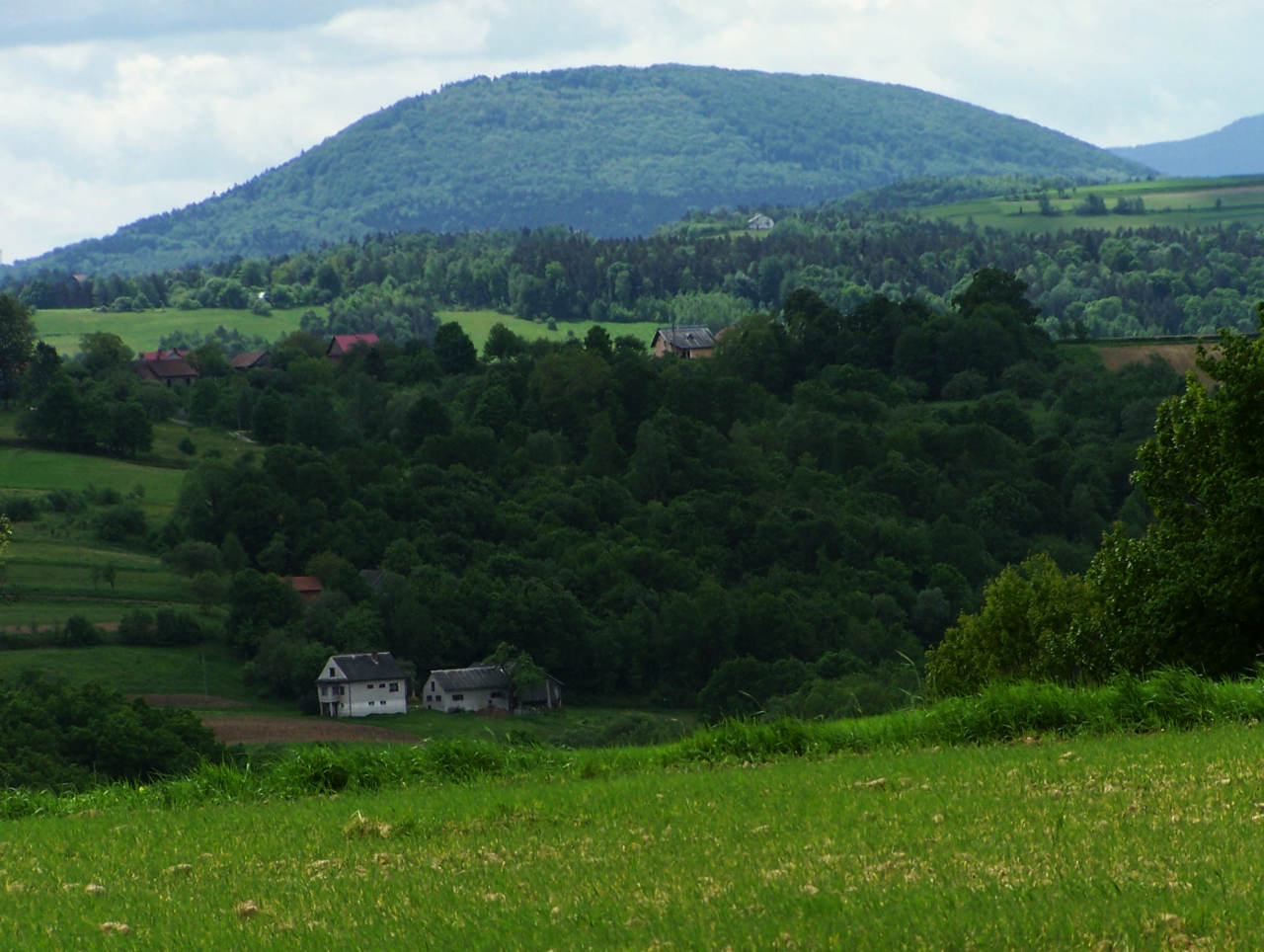
Widok z Trzciany. Na horyzoncie Kostrza

Trzciana – gmina wiejska w województwie małopolskim, w powiecie bocheńskim. W latach 1975–1998 gmina położona była w województwie tarnowskim.
Siedzibą gminy jest Trzciana.
Gmina powstała w 1934 roku i istniała do 24 października 1972 roku (w latach 1950–1972 jako gromada), kiedy to (mimo licznych protestów) została połączona z gromadą Żegocina, tworząc gminę Trzciana-Żegocina. W 1976 zmieniono nazwę gminy na gminę Żegocina. W lipcu 1993 zawiązał się w Trzcianie Społeczny Komitet na Rzecz Reaktywowania Gminy Trzciana, który doprowadził do reaktywowania gminy 30 grudnia 1994 roku.
Do gminy należą następujące sołectwa:
- Kamionna
- Kierlikówka
- Leszczyna
- Łąkta Dolna
- Rdzawa
- Trzciana
- Ujazd

Na dzień 31 grudnia 2015 r. gminę zamieszkiwało 5428 osób.

## Struktura powierzchni
Według danych z roku 2015 gmina Trzciana ma obszar 44,09 km², w tym:
- użytki rolne: 64%
- użytki leśne: 25%

Gmina stanowi 6,98% powierzchni powiatu.

## Demografia

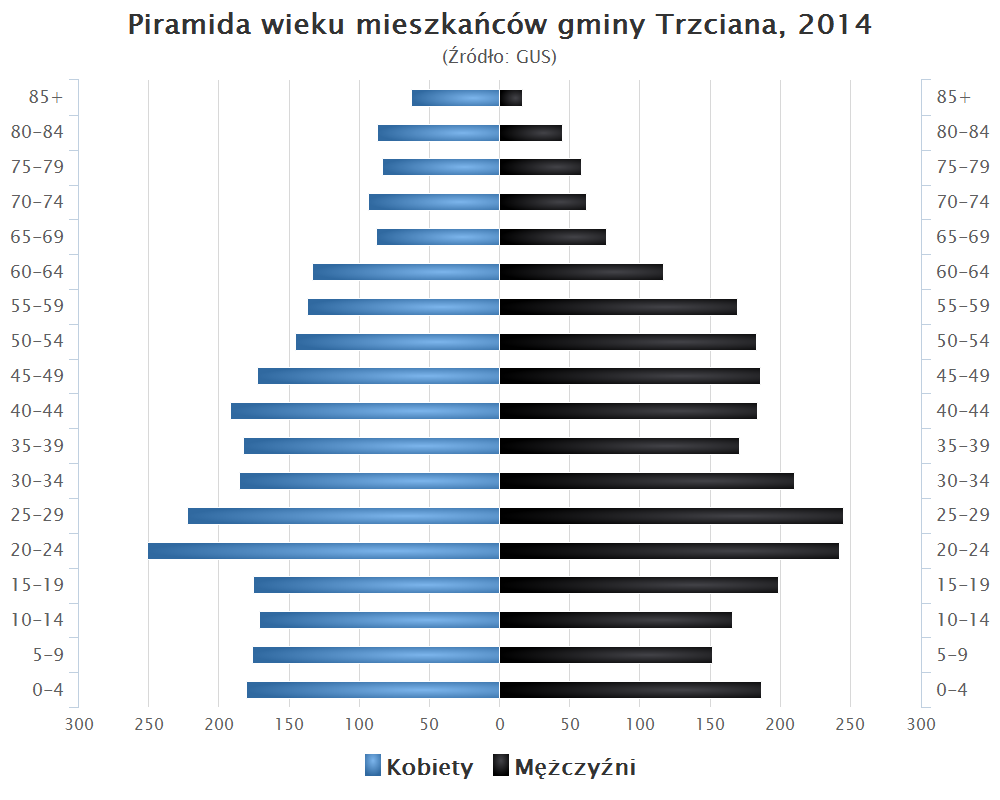
Piramida wieku mieszkańców gminy Trzciana w 2014 roku

Dane z 31 grudnia 2015 r.:
| Opis                              | Ogółem | Ogółem | Mężczyźni | Mężczyźni | Kobiety | Kobiety |
| --------------------------------- | ------ | ------ | --------- | --------- | ------- | ------- |
| Jednostka                         | osób   | %      | osób      | %         | osób    | %       |
| Populacja                         | 5428   | 100    | 2675      | 49,3      | 2753    | 50,7    |
| Gęstość zaludnienia [mieszk./km²] | 123,1  | 123,1  | 60,7      | 60,7      | 62,4    | 62,4    |

## Sąsiednie gminy
Bochnia, Limanowa, Łapanów, Nowy Wiśnicz, Żegocina

## Położenie geograficzne

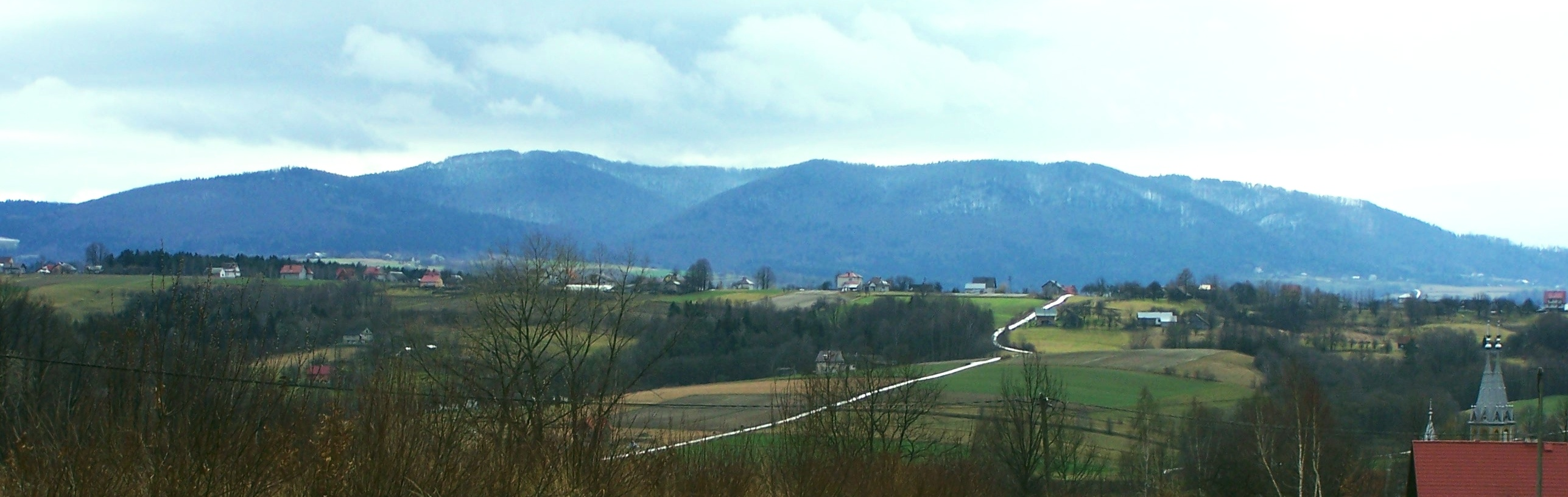
Tereny gminy. Na horyzoncie góra Kamionna i Pasierbiecka Góra

Obszar gminy leży w Karpatach Zachodnich i przynależy do dwóch jednostek geograficznych: Pogórza Wiśnickiego i Beskidu Wyspowego. Większa część terenów gminy leży na obszarze Pogórza Wiśnickiego, które jest częścią Pogórza Zachodniobeskidzkiego, a to z kolei Pogórza Karpackiego. Krajobraz jest typowy dla pogórza – łagodne stoki o wysokości do 390 m n.p.m., poprzecinane licznymi potokami spływającymi z obu stron do rzeki. Potoki te często tworzą strome jary, zwykle zadrzewione na całej długości. Skrajny, południowy obszar gminy (część wsi Kamionna) należy do Beskidu Wyspowego. Są to północne, w górnej części całkowicie zalesione stoki Kamionnej (801 m n.p.m.) i Pasierbieckej Góry – (764 m n.p.m.).
Odległość od najbliższych miast: do Krakowa ok. 45 km, do Bochni ok. 22 km, do Limanowej ok. 22 km, do Nowego Wiśnicza ok. 14 km.

## Sieć wodna

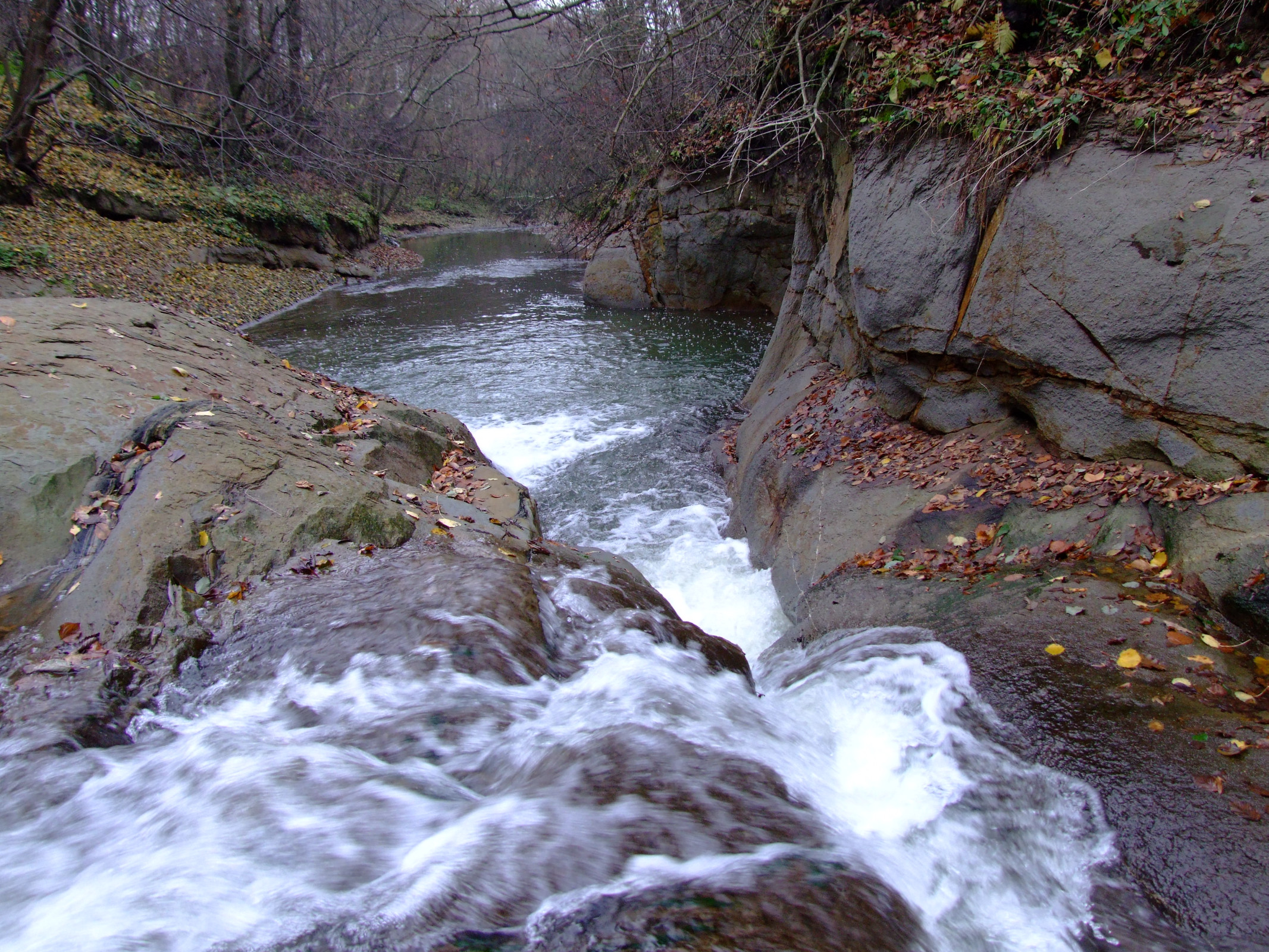
Skaliste koryto Przegini w Rdzawie

Cały teren gminy znajduje się w zlewni Raby. Największy ciek to płynący przez środek gminy, przez miejscowości Łąkta Dolna i Trzciana Potok Sanecki, zwany też Sanką. Północne zbocza Kamionnej, Pasierbieckiej Góry i południowej części gminy odwadniają potoki Kamionka i Przeginia oraz jej dopływ Rdzawka. W północnej części gminy płyną tylko dwa niewielkie potoki; Kaliszanka i Cichawka. Sieć wodna jest gęsta, duża jest też liczba źródeł występujących w warstwach piaskowca. Są to głównie źródła szczelinowe, niektóre mają dużą wydajność.

## Przyroda

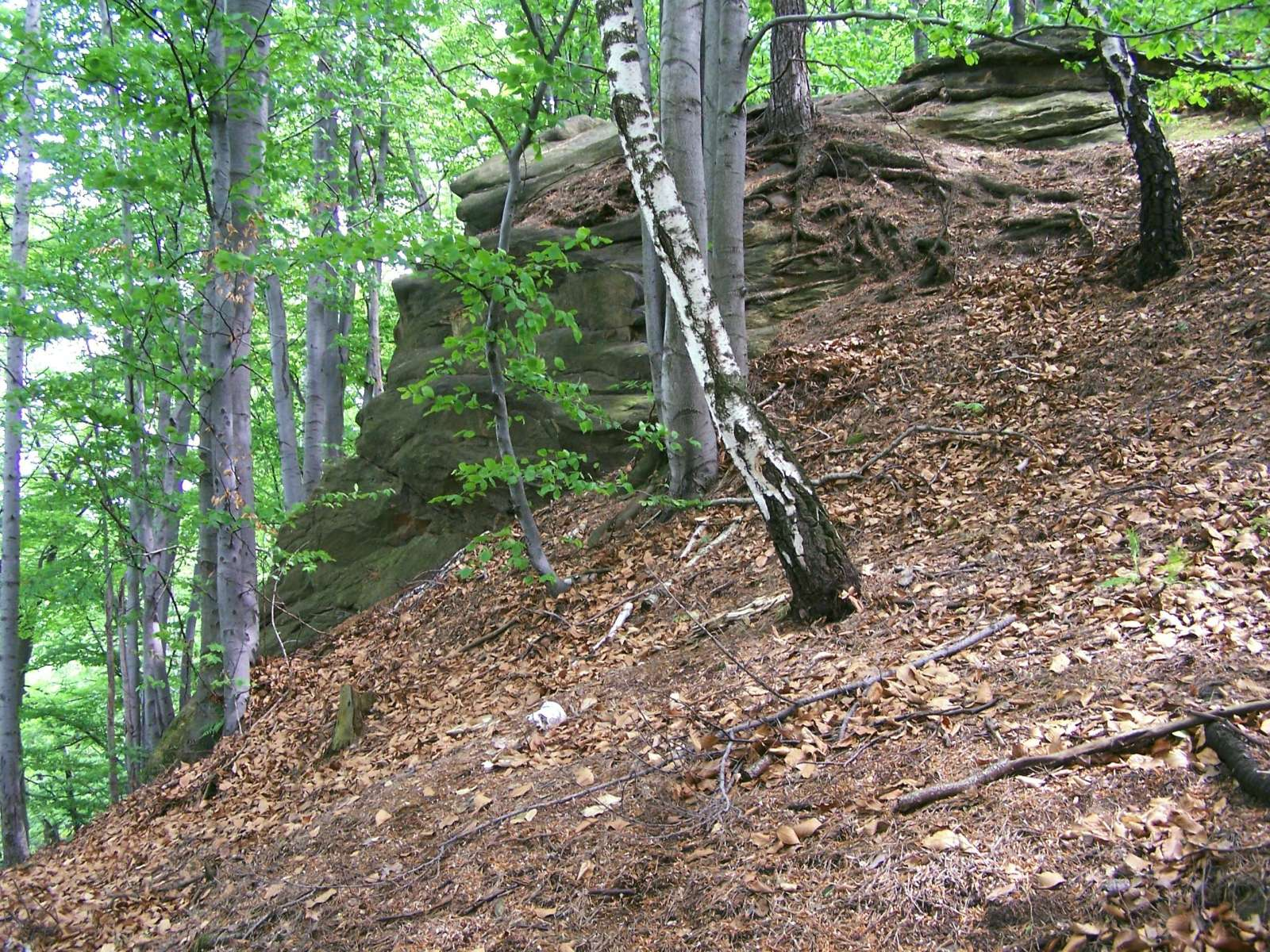
Diabelski kamień w Trzcianie

Według geobotanicznej regionizacji Polski B. Pawłowskiego M. Towpasza gmina Trzciana znajduje się w prowincji Górskiej, Środkowoeuropejskiej, w dziale Karpat Zachodnich, okręgu Pogórze Karpat Zachodnich, podokręgu Pogórze Fliszowe. Większa część terenu to piętro pogórza, południowe obszary (Pasierbiecka Góra i góra Kamionna) znajdują się w reglu dolnym. Lasy zajmują 23,5% powierzchni gminy, są to różnorodne zespoły leśne, głównie grądy, łęgi, jedliny, bory sosnowe i buczyny. Są to lasy silnie zmodyfikowane przez działalność człowieka. Jedynie w podwierzchołkowych partiach góry Kamionnej zachowały się prawie naturalne fragmenty pierwotnych lasów. Większą część powierzchni zajmują zbiorowiska nieleśne; pola uprawne, półnaturalne zbiorowiska jak łąki i pastwiska oraz niewielkie zbiorowiska synantropijne w pobliżu ludzkich siedzib.
Obszar gminy należy do Obszaru Chronionego Krajobrazu Pogórza Wiśnickiego. Brak tu większych zakładów przemysłowych, rolnictwo w dużej części tradycyjne. Na terenie gminy znajduje się jeden rezerwat przyrody – rezerwat przyrody Kamionna obejmujący podszczytowy, dobrze zachowany fragment lasu na północnym zboczu góry Kamionna. Wiele starych drzew objęte jest ochroną jako pomniki przyrody.

## Administracja
Gmina Trzciana jest członkiem stowarzyszenia Unia Miasteczek Polskich